# Gant-Wevelgem 2015
La Gant-Wevelgem 2015 fou la 77a edició de la clàssica belga Gant-Wevelgem i es disputà el 29 de març de 2015. Aquesta era la setena prova de l'UCI World Tour 2015.
La victòria fou per l'italià Luca Paolini (Team Katusha), que s'imposà en solitari en l'arribada a Wevelgem després de deixar als seus companys d'escapada a manca de sis quilòmetres per l'arribada. En segona posició finalitzà el neerlandès Niki Terpstra (Etixx-Quick Step) i el gal·lès Geraint Thomas (Team Sky), vencedor feia tan sols dos dies de l'E3 Harelbeke, completà el podi.

## Equips
En ser la Gant-Wevelgem una prova de l'UCI World Tour, els 17 UCI ProTeams són automàticament convidats i obligats a prendre-hi part. A banda, vuit equips són convidats a prendre-hi part per formar un pilot de 25 equips. Aquests 25 equips són:
| Núm.    | Codi | Equip                 |
| ------- | ---- | --------------------- |
| 1-8     | TGA  | Team Giant-Alpecin    |
| 11-18   | EQS  | Etixx-Quick Step      |
| 21-28   | LTS  | Lotto Soudal          |
| 31-38   | ALM  | AG2R La Mondiale      |
| 41-48   | AST  | Astana Qazaqstan Team |
| 51-58   | BMC  | BMC Racing Team       |
| 61-68   | FDJ  | FDJ                   |
| 71-78   | IAM  | IAM Cycling           |
| 81-88   | LAM  | Lampre-Merida         |
| 91-98   | MOV  | Movistar Team         |
| 101-108 | OGE  | Orica-GreenEDGE       |
| 111-118 | TCG  | Cannondale-Garmin     |
| 121-128 | KAT  | Team Katusha          |

| Núm.    | Codi | Equip                       |
| ------- | ---- | --------------------------- |
| 131-138 | TLJ  | Team LottoNL-Jumbo          |
| 141-148 | SKY  | Team Sky                    |
| 151-158 | TCS  | Team Tinkoff-Saxo           |
| 161-168 | TFR  | Trek Factory Racing         |
| 171-178 | TSV  | Topsport Vlaanderen-Baloise |
| 181-188 | BOA  | Bora-Argon 18               |
| 191-198 | COF  | Cofidis                     |
| 201-208 | MTN  | MTN Qhubeka                 |
| 211-218 | ROM  | Roompot                     |
| 221-228 | STH  | Southeast                   |
| 231-238 | EUC  | Team Europcar               |
| 241-248 | WGG  | Wanty-Groupe Gobert         |

## Recorregut
Durant el recorregut els ciclistes hauran de superar nou cotes de muntanya:
| Núm. | Nom        | Km  | Paviment | Llargada (m) | Pendent mitjana | Pendent màxim |
| ---- | ---------- | --- | -------- | ------------ | --------------- | ------------- |
| 1    | Kasselberg | 120 | asfalt   | 1.700        | 4,9%            | 10%           |
| 2    | Kasselberg | 126 | asfalt   | 1.700        | 4,9%            | 10%           |
| 3    | Katsberg   | 143 | asfalt   | 500          | 9%              | 14%           |
| 4    | Baneberg   | 152 | asfalt   | 300          | 10%             | 20%           |
| 5    | Kemmelberg | 160 | pavès    | 2.500        | 4,4%            | 24%           |
| 6    | Monteberg  | 164 | asfalt   | 1.000        | 7,3%            | 13%           |
| 7    | Baneberg   | 193 | asfalt   | 300          | 10%             | 20%           |
| 8    | Kemmelberg | 201 | pavès    | 2.500        | 4,4%            | 24%           |
| 9    | Monteberg  | 205 | asfalt   | 1.000        | 7,3%            | 13%           |

## Desenvolupament de la cursa
La cursa va estar precedida per un seguit de baixes d'alguns dels favorits a la victòria final per estar lesionats, com Fabian Cancellara (Trek Factory Racing) i Tom Boonen (Etixx-Quick Step)
La cursa va estar marcada per unes condicions meteorològiques extremes, amb molta pluja i sobretot vent, que van dificultar la marxa dels ciclistes. En els primers quilòmetres es va formar una escapada integrada per set ciclistes, entre els quals hi havia Alex Dowsett (Movistar Team) i Pavel Brutt (Team Tinkoff-Saxo) i que van arribar a tenir més de 9 minuts sobre el gran grup. Amb l'arribada a les planes de Moeren el vent es va intensificar i el gran grup es va començar a fraccionar. Les caigudes van provocar l'abandonament de nombrosos ciclistes, com ara Martin Velits (Etixx-Quick Step, Edvald Boasson Hagen (MTN Qhubeka) i Lars Bak (Lotto Soudal). A poc a poc el grup de favorits va quedar reduït a menys de 50 unitats, mentre els escapats eren neutralitzats i en la tercera ascensió del dia comandava la cursa un grup d'uns 25 ciclistes, entre els quals hi havia Sep Vanmarcke, Geraint Thomas (Team Sky), Alexander Kristoff (Team Katusha) i Peter Sagan (Team Tinkoff-Saxo). Maarten Tjallingii (Team LottoNL-Jumbo) atacà en aquest punt, obrint una diferència d'un minut sobre el gran grup. En acostar-se a l'ascensió al Kemmelberg fou Jurgen Roelandts (Lotto Soudal) el que atacà, mantenint-se al capdavant fins a manca de 17 quilòmetres de l'arribada, quan fou neutralitzat per un petit grup de supervivents: Sep Vanmarcke (Team LottoNL-Jumbo), Jens Debusschere (Lotto Soudal), Stijn Vandenbergh (Etixx-Quick Step), Geraint Thomas, Niki Terpstra (Etixx-Quick Step) i Luca Paolini (Team Katusha). A manca de sis quilòmetres Paolini fou el més llest, llençant un atac que no fou respost per cap dels rivals i que li va permetre arribar a la línia d'arribada amb 11 segons sobre Terpstra i Thomas.

## Classificació final
|    | Cilista                  | Equip              | Temps      | UCI World Tour Punts |
| -- | ------------------------ | ------------------ | ---------- | -------------------- |
| 1  | Luca Paolini (ITA)       | Team Katusha       | 6h 20' 55" | 80                   |
| 2  | Niki Terpstra (NED)      | Etixx-Quick Step   | + 11"      | 60                   |
| 3  | Geraint Thomas (GBR)     | Team Sky           | + 11"      | 50                   |
| 4  | Stijn Vandenbergh (BEL)  | Etixx-Quick Step   | + 18"      | 40                   |
| 5  | Jens Debusschere (BEL)   | Lotto Soudal       | + 26"      | 30                   |
| 6  | Sep Vanmarcke (BEL)      | Team LottoNL-Jumbo | + 40"      | 22                   |
| 7  | Jurgen Roelandts (BEL)   | Lotto Soudal       | + 1' 51"   | 14                   |
| 8  | Daniel Oss (ITA)         | BMC Racing Team    | + 4' 15"   | 10                   |
| 9  | Alexander Kristoff (NOR) | Team Katusha       | + 6' 54"   | 6                    |
| 10 | Peter Sagan (SVK)        | Team Tinkoff-Saxo  | + 6' 54"   | 2                    |